# Грабовский, Фридрих Иоганн
Фридрих Иоганн Грабовский (нем. Friedrich Johann Grabowsky, пол. Fryderyk Grabowski; 1857—1929) — немецкий зоолог, орнитолог, биолог, этнограф, спелеолог, путешественник XIX и начала XX века, директор вроцлавского ботанического сада и зоопарка с 18 марта 1901 по 20 января 1929 (с перерывом в 1921—1927 годах).
Родился в Восточной Пруссии в польской семье.
В 1881 и 1882 Фридрих Грабовский совершил свои первые поездки с целью изучения флоры и фауны остовов Борнео, Ява, полуострова Индостан и Цейлона.
В 1885 году он основал для орнитологических наблюдений на Земле Кайзера Вильгельма, входившей в состав колонии Германская Новая Гвинея, научно-исследовательскую станцию «Samoahafen».
С 1891 Грабовский работал помощником секретаря Немецкого общества орнитологов Вильгельма Блазиуса. В этот период им был создан музей сталактитовых пещер Рюбеланда в горах Гарц.
Ф.Грабовский — автор научных работ о мегалитических камнях, найденных вблизи г. Хельмштедт (район Нижней Саксонии в Германии), происхождение которых можно отнести к периоду неолита около 3500 до н. э. (1898), а также могилах периода неолита обнаруженных там же.
Занимался также коллекционированием птичьих шкурок, уникальные экземпляры которых собирал со всего света. Коллекция шкурок, собранная на о.Папуа-Новая Гвинея, в частности в районе реки Сепик и научно описанная ученым находится сейчас в Музее истории естественной природы в Берлине.
Одной из главных тем исследовательской деятельности Ф.Грабовского была также ботаника. Особое внимание в своих работах учёный уделял растениям семейства Паслёновые (Solanaceae) и Ароидные (Araceae).
Входил в состав членов Германской академии естествоиспытателей «Леопольдина»